# Leucospidae
Leucospidae is een familie van vliesvleugelige insecten.

## Geslachten
- Leucospis Fabricius, 1775 (118)
- Micrapion Kriechbaumer, 1894 (12)
- Neleucospis Boucek, 1974 (1)
- Polistomorpha Westwood, 1839 (7)